# ژدانیفکا
ژدانیفکا (اوکراینی: Жда́нівка) شهری در استان دونتسک در کشور اوکراین است. جمعیت این شهر ۱۱,۹۱۳ (۲۰۲۱ تخمینی) نفر است.